# 金屬磷屬氧化物
金屬磷屬氧化物（英語：oxypnictide），是指具有氮族元素(第5族元素，即氮、磷、砷、銻及鉍)、氧以及其他元素的化合物。

## 結構
稀土過渡金屬氮磷族化合物(rare-earth transition-metal oxypnictide, ReTmPnO)，如ReFePO、ReRuPO，及ReCoPO，具有鋯銅矽砷型(ZrCuSiAs-type)的結構(常溫下，空間群為P4/nmm) 。

## 超導材料
稀土過渡金屬氮磷族化合物(rare-earth transition-metal oxypnictide, ReTmPnO)，科學家發現其中當過渡金屬為鐵或鎳(Tm = Fe, Ni)，氮族元素為磷或砷(Pn = P, As)時  ，化合物在低溫下具有超導現象。其中，鐵基氮磷族化合物中，將部份氧以摻雜的方式用氟作部份取代，可使LaFeAsO1-xFx的臨界溫度達到26K，在加壓後(4 GPa)甚至可達到43K。從此開啟對此類化合物的研究熱潮。此系統亦被簡稱為「1111系統」。此化合物的發現，非但再度打破了由MgB2保持的非銅氧化物超導體(non-cuprate superconductor)的臨界溫度紀錄，其含鐵元素同時具有超導的特性也受人注目。
受到上述「1111系統」的啟發，ThCr2Si2結構的鹼土金屬氮磷族化合物(ATm2Pn2，非氧化物)亦被發現，具有臨界溫度約30至40K的超導性，如Ba1-xKxFe2As2(38 K)。此系統亦被簡稱為「122系統」。如同氧化物超導體，「1111」與「122」系統的超導來源也是由層狀結構中的FeAs層貢獻，藉由不同價數的離子摻雜或是氧缺陷，可提升FeAs層載子的濃度，進而引發超導。

## 歷史
1990至2000年代，具ZrCuAsSi結構的稀土過渡金屬氮磷族化合物(rare-earth transition-metal oxypnictide, ReTmPnO)陸續被發現 。但並未有人發現其中的超導現象。
2006年起，日本的Hideo Hosono團隊即發現磷化物(LaFePO或LaNiPO)在低溫下展現超導性，但是由於臨界溫度皆在10K以下，並沒有引起極大關注及興趣。
直到2008年，Hosono團隊發現在鐵基氮磷族氧化物中，將部份氧以摻雜的方式用氟作部份取代，可使LaFeAsO1-xFx的臨界溫度達到26K，在加壓後(4 GPa)甚至可達到43K。其後，中國的聞海虎團隊，發現在以鍶取代稀土元素之後，La1-xSrxFeAsO亦可達到臨界溫度25K。其後，中國的科學家陳仙輝、趙忠賢等人，發現將鑭以其他稀土元素作取代，則可得到更高的臨界溫度；其中，SmFeAs[O0.9F0.1]可達55K 。另外，將鐵以鈷取代(LaFe1-xCoxAsO)，稀土元素以釷取代(Gd1-xThxFeAsO)，或是利用氧缺陷(LaFeAsO1-δ)等方式，也都可以引發超導  。
同樣在2008年，受到上述「1111系統」的啟發，ThCr2Si2結構的鹼土金屬氮磷族化合物(ATm2Pn2)亦被發現，在將BaFe2As2中將鹼土金屬(IIA)以鹼金屬(IA)部分取代，亦可得到臨界溫度約30至40K的高溫超導體，如Ba1-xKxFe2As2(38 K) 。此系統亦被簡稱為「122系統」。